# I Had Too Much to Dream (Last Night)
Albums de The Electric Prunes
Underground
(1967)
I Had Too Much to Dream (Last Night) est le premier album de The Electric Prunes, sorti en 1967.

## L'album
Il atteint la 113e place du Billboard 200 et fait partie des 1001 albums qu'il faut avoir écoutés dans sa vie. 

### Titres
Tous les titres sont de Nancie Mantz, et Annette Tucker, sauf mentions. 

#### Face A
1. I Had Too Much to Dream (Last Night) (2:55)
2. Bangles (John Richard Walsh) (2:27)
3. Onie (2:43)
4. Are You Lovin' Me More (But Enjoying It Less) (2:21)
5. Train for Tomorrow (James Lowe) (3:00)
6. Sold to the Highest Bidder (2:16)

#### Face B
1. Get Me to the World on Time (en) (2:30)
2. About a Quarter to Nine (en) (Al Dubin, Harry Warren) (2:07)
3. The King Is in the Counting House (2:00)
4. Luvin' (Lowe) (2:03)
5. Try Me on for Size (Jill Jones, Tucker) (2:19)
6. The Toonerville Trolley (2:34)

### Musiciens
- James Lowe : chant, guitare rythmique, tambourine, auto-harpe
- James Weasel Spagnola : chant (3, 4), chœurs, guitare rythmique
- Ken Williams : guitare
- Mark Tulin : basse, piano, orgue
- Preston Ritter : batterie, percussions